# Kardinalfische
Die Kardinalfische (Tanichthys) sind eine Gattung karpfenartiger Süßwasserfische, zu der 12 Arten gehören. Sie kommt im tropischen Südchina und Vietnam vor.

## Merkmale
Die Größe der Fische schwankt zwischen etwa zwei und vier Zentimetern. Der Körper ist länglich, seitlich leicht abgeflacht und hat unauffällige Farben. Die Flanken sind mit rosa, grünen und schwarzen Längsstreifen gemustert. Das Maul ist oberständig, der Unterkiefer steht leicht über dem Oberkiefer. Ein Seitenlinienorgan fehlt auf Kopf und Körper. Barteln, der Symphysenknopf der Unterkiefers und ein Bauchkiel fehlen. Die Schlundzähne stehen in zwei Reihen. Die zwei vorderen und hinteren Nasenöffnungen sind zusammengewachsen und bilden je eine längliche Öffnung. Die Basis der Rückenflosse ist kurz, ohne stachelartigen Flossenstrahl. Auch die Afterflossenbasis ist kurz. Sie ist nicht von einer Reihe vergrößerter Schuppen eingefasst. Die Wirbelzentren des zweiten und dritten Wirbels sind nicht zusammengewachsen. Männchen haben während der Fortpflanzungszeit einen Laichausschlag mit vier bis acht verhornten Tuberkeln in einer Reihe hinter dem Zwischenkieferbein (Prämaxillare).
Kardinalfische sind schwarmbildende Allesfresser. Sie sind ovulipar, das bedeutet, dass die Weibchen Eier ablegen, die anschließend außerhalb des Körpers von den Männchen befruchtet werden.

## Arten
- Tanichthys albiventris Li et al., 2022[4]
- Kardinalfisch (Tanichthys albonubes Lin, 1932)
- Tanichthys dongxingensis Jin et al., 2022[5]
- Tanichthys flavianalis Li et al., 2022[4]
- Tanichthys guipingensis Jin et al., 2022[5]
- Tanichthys hainanensis Jin et al., 2022[5]
- Tanichthys huidongensis Jin et al., 2022[5]
- Tanichthys kuehnei Bohlen et al., 2019
- Tanichthys luheensis Jin et al., 2022[5]
- Vietnamesischer Kardinalfisch (Tanichthys micagemmae Freyhof & Herder, 2001)
- Tanichthys shenzhenensis Jin et al., 2022[5]
- Tanichthys thacbaensis Nguyen & Ngo, 2001

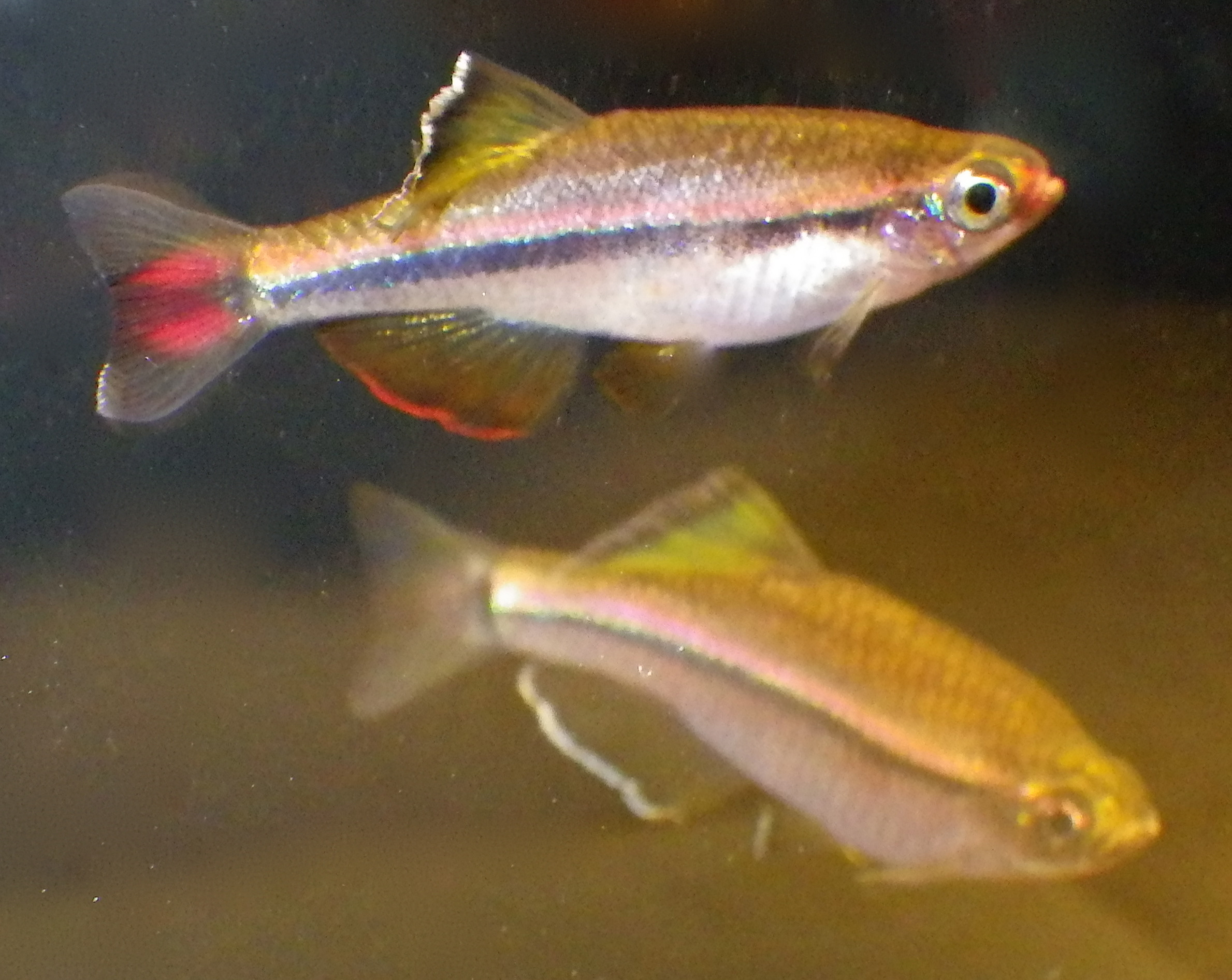
Tanichthys kuehnei, wild gefangene Adulti
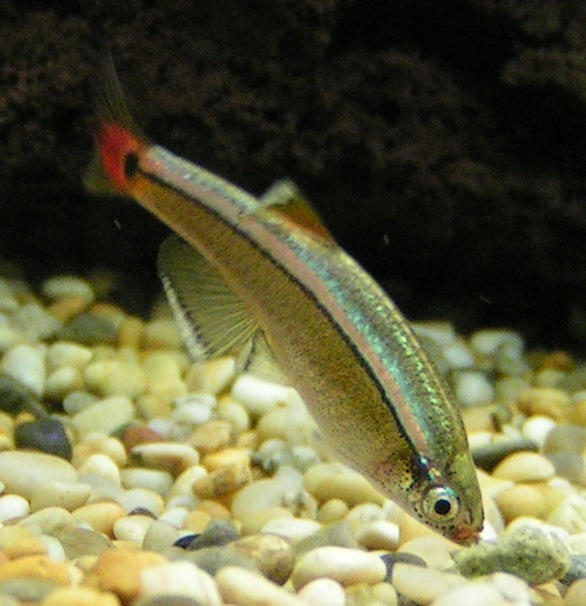
Tanichthys albonubes
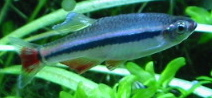
Tanichthys micagemmae

## Systematik
Die Gattung Tanichthys wurde im Jahr 1932 durch Lin Shuyan beschrieben und nach Tan Kam Fei benannt, einem chinesischen Pfadfinderführer, der den Kardinalfisch (Tanichthys albonubes) entdeckte. Sie wurde ursprünglich den Karpfenfischen (Cyprinidae) zugeordnet. Der britische Ichthyologe Richard Mayden und sein chinesischer Kollege Wei-Jen Chen stellten sie im Jahr 2010 in eine eigene Familie, die Tanichthyidae. Die wissenschaftliche Fischdatenbank Catalog of Fishes übernahm dies und führt die Kardinalfische ebenso wie die übrigen ehemaligen Unterfamilien der Cyprinidae inzwischen als eigenständige Familien.
Die Kardinalfische sind die Schwestergruppe der Weißfische (Leuciscidae).